# 산청 단속사지 당간지주
산청 단속사지 당간지주(山淸 斷俗寺址 幢竿支柱)는 대한민국 경상남도 산청군 단성면 운리, 단속사지에 있는 당간지주이다. 2018년 8월 9일 경상남도의 유형문화재 제636호로 지정되었다.

## 개요
산청 단속사지 당간지주는 보물 제72호와 제73호로 각각 지정되어 있는 단속사지 동·서 삼층석탑에서 남쪽으로 약 106m 지점에 위치하고 있다. 1993년 동쪽 당간지주 상부가 파손된 채 1915년에 건립된 政堂梅閣 보호벽의 문주석으로 사용되고 있던 것을 1996년에 접합한 후 복원하여 현재에 이르고 있다.
당간지주의 전체 높이는 3.73m이고 두 지주의 간격은 50cm이며 상부는 31cm, 하부는 44cm로 위에서 아래로 내려오면서 점차 넓어진 형태이다. 다만 마주보는 안쪽 면의 경우 폭 50cm로 상·하가 균일하게 치석되어 있기도 하다. 또한 상부 끝부분은 2단 弧形이며 그 가장자리를 따라 돌려진 돋을새김이 아래로 이어지고 있고 마주보는 면의 바깥 면 중앙에는 위에서 아래로 세로 홈이 나있다. 지주 상·하에는 방형의 간공이, 중간에는 원형의 간공이 뚫려 있는데, 대부분 꼭대기 안쪽 면에 뚫려있는 간공을 포함하여 3개를 지니고 있는 통일신라시대 양식을 따른 형태이다. 다만 두 지주 모두 중간의 간공과 아래쪽 간공 부분이 각각 절단된 후 접합되어 있는 상태이다.

## 지정 사유
산청 단속사지 당간지주는 양식적인 면에서 남북국시대 신라에서 조성된 것이며 813년 삼륜대사가 단속사지를 중창 할 때 건립한 것으로 알려져 있는 보물 제72호 제73호 단속사지 동·서 삼층석탑과 같은 시기에 세워졌던 것으로 추정되는 문화재적 가치가 매우 큰 당간지주이다.

## 같이 보기
- 단속사지
- 산청 단속사지 동 삼층석탑 - 보물 제72호
- 산청 단속사지 서 삼층석탑 - 보물 제73호

## 참고 문헌
- 산청 단속사지 당간지주 - 국가유산청 국가유산포털